# Threnia lugens
Threnia lugens là một loài ruồi trong họ Asilidae. Threnia lugens được Schiner miêu tả năm 1868. Loài này phân bố ở vùng Tân nhiệt đới.